# Thomas Demenga
Thomas Demenga (Bern, 1954) is een Zwitsers cellist en componist.
Demenga studeerde bij Walter Grimmer, Antonio Janigro, Leonard Rose en Mstislav Rostropovich en ook aan Juilliard School of Music in New York. Zijn specialiteit is kamermuziek en solorecitals. Daarnaast doceert Demenga aan de Hogeschool voor de Muziek Basel en gaf van 2001 tot 2006  leiding aan een muziekfestival voor jonge musici te Davos. In 2003 was Demenga huisartiest bij een muziekfestival in Luzern.
Demenga speelt naast het standaardrepertoire voor cello, waaronder Bachs Zes suites speelt Demenga ook repertoire uit de klassieke muziek uit de 20e eeuw van bijvoorbeeld Holliger, Carter, Veress, Zimmermann, Yun und Hosokawa. Mede daardoor hebben componisten ook speciaal werken voor hem geschreven, waarvan Demenga de première verzorgde. De meeste opnamen van Demenga zijn uitgegeven door ECM Records.
Het componeren ging hem een stuk moeilijker af. Een van zijn eerste composities, New York Honk bleef volgens Demenga halverwege steken, terwijl hij nog aan Juilliard studeerde. Tegenwoordig gaat hem beter af; hij is vanaf 2007 huiscomponist bij het Kamerorkest van Lausanne.
Thomas treedt af en toe op met broer Patrick Demenga, eveneens cellist. In 2008 is er een optreden geweest, waarbij nog meer Demenga’s betrokken waren: Annina Demenga (piano), Isabel Demenga (viool), Catrina Demenga (viool) met daarbij Monika Demenga (poppenspeelster) en Frank Demenga (toneelspeler en schrijver).